# سمان نيوزيلندي
السمان النيوزيلندي (الاسم العلمي: Coturnix novaezelandiae) (بالإنجليزية: New Zealand Quail)‏ هو أحد أنواع طيور سمان العالم القديم من فصيلة التدرجية، انقرض في عام 1875.